# Matthew Rush
Gregory Grove, más conocido como Matthew Rush (Huntingdon, Pensilvania; 22 de septiembre de 1972), es un fisicoculturista, entrenador personal y actor pornográfico estadounidense.

## Biografía
Realizó sus estudios de Fisiología del ejercicio (Exercise physiology) en la Universidad Estatal de Pensilvania. Después de graduarse, se mudó a Columbus (Ohio) donde comenzó a trabajar como entrenador personal.

## Carrera
Comenzó como actor pornográfico en 2001, después de firmar un contrato exclusivo con la empresa Falcon Entertainment. Su primera aparición fue en el video Bounce, dirigido por Chi Chi LaRue y John Rutherford. Rush se define como versátil, actuando como activo, así como pasivo, aunque en la gran mayoría de las películas en las que aparece, lo hace como activo. En 2007 debutó como director con la cinta Rush & Release.
En 2009, Rush dio por terminado su contrato con Falcon para seguir con otros proyectos dentro de la industria, entre ellos estuvieron un vídeo pornográfico y una sesión de fotos a cargo del fotógrafo Jon Royce.
Rush también ha actuado fuera de la industria del porno; en 2005, participó en la cinta para televisión Third Man Out, protagonizando a Chad Allen, así como también en las películas de temática gay, Another Gay Movie (2006) y L.A. Zombie (2010).
En octubre de 2011, Rush anunció su retiro como actor pornográfico, aunque en enero de 2012, regresó a hacer videos porno nuevamente.

## Filmografía selecta
- 2010 - L.A. Zombie (no pornográfico)
- 2010 - Whorrey Potter and the Sorcerer's Balls
- 2009 - Playing with Fire 4: Alarm (2009)
- 2009 - Brief Encounters
- 2007 - Rush & Release
- 2007 - Dare
- 2006 - Another Gay Movie (no pornográfico)
- 2006 - The Velvet Mafia: Part 2
- 2006 - The Velvet Mafia: Part 1
- 2005 - Third Man Out (no pornográfico)
- 2005 - Cross Country Part 2
- 2005 - Cross Country Part 1
- 2004 - Taking Flight
- 2004 - The Recruits
- 2003 - Drenched Part 2: Soaked to the Bone
- 2003 - Drenched Part 1: Soaking It In
- 2002 - Deep South: The Big and the Easy, Part 2
- 2002 - Deep South: The Big and the Easy, Part 1
- 2001 - The Other Side of Aspen 5
- 2001 - Alone with... Volume 1
- 2001 - Bounce

## Vida privada
Actualmente reside en la ciudad de Fort Lauderdale, en Florida, donde se dedica a ser entrenador personal.

## Premios y nominaciones
| GayVN Awards | |        |           |
| Año          | Categoría                                                                                           | Título | Resultado |
| 2010         | Best Versatile Performer                                                                            |        | Ganador   |
| 2008         | Best Group Scene (compartido con Roman Heart, Mason Wyler, Eric Blaine, Dallas Reeves, Tyler Saint) | Dare   | Nominado  |
| 2002         | Best Newcomer                                                                                       |        | Ganador   |